# Federico Pedrocchi
Federico Pedrocchi (né à Buenos Aires le 1er mai 1907 et mort à Gallarate le 20 janvier 1945) est un auteur de bande dessinée italien. 

## Biographie
Il est surtout connu pour avoir été le premier auteur à développer des histoires longues avec le personnage de Donald Duck, à une époque où les Américains ne l'utilisaient que dans des comic strips. Sa première histoire, Paperino e il mistero di marte (Donald Duck et le Mystère de Mars), publiée dans les 18 premiers numéros de l'hebdomadaire Paperino du 30 décembre 1937 au 28 avril 1938 raconte le voyage vers Mars de Donald et son compère d'Une petite poule avisée Peter Pig vont sur Mars.
De son vivant, il était très populaire pour des séries de science-fiction comme Saturno contre la Terra (dessin de Giovanni Scolari et texte avec Cesare Zavattini) ou Virus, il mago della foresta morta (dessin de Walter Molino), publiées dans L'Audace.
Il meurt lors du bombardement du train où il voyageait par l'aviation britannique, à la fin de la Seconde Guerre mondiale.